# Pontifício Instituto de Estudos Árabes e Islâmicos
O Pontifício Instituto de Estudos Árabes e Islâmicos (em italiano:  Pontificio Istituto di Studi Arabi e d'Islamistica, em latim: Pontificium Institutum Studiorum Arabicorum et Islamicorum; PISAI) é uma instituição católica de ensino superior localizada em Roma, focada na cultura, história e língua árabe e islâmica. Em 2006, havia mais de 1.300 alunos no Instituto desde o seu início. 

## História

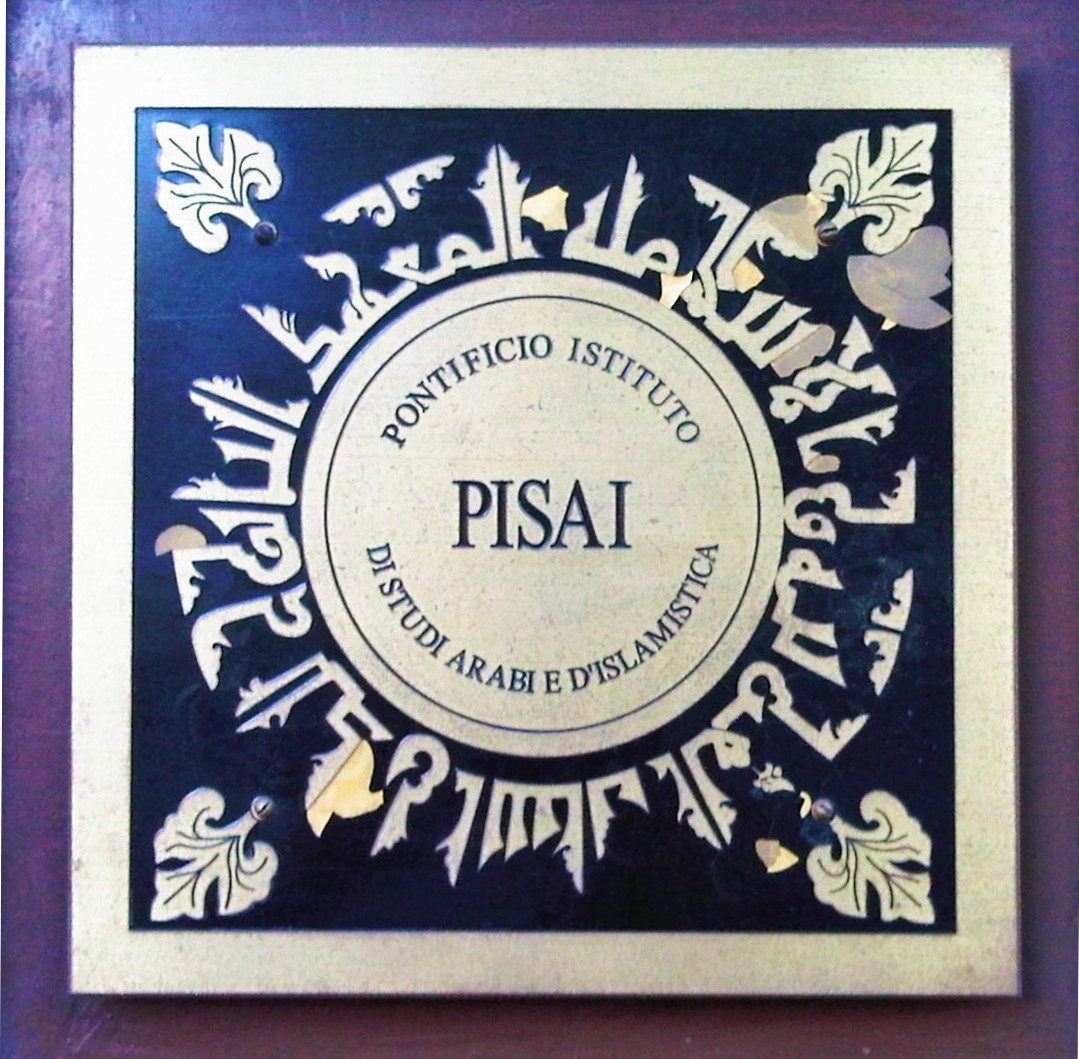
Placa de entrada no PISAI

A fundação do instituto remonta a 1926 e ao trabalho dos Missionários da África (Padres Brancos) na Tunísia em um centro de treinamento para missionários que se preparam para trabalhar em países muçulmanos.  Em 1931 esta fundação tomou o nome de Instituto de Literatura Árabe (em francês:  Institut de Belles Lettres Arabes; IBLA).  Importantes para esse processo foram o Pe. Henri Marchal e André Demeerseman para quem o encontro cristão-muçulmano com base no conhecimento sólido foi de extrema importância. 
Em 1949 decidiu-se separar a secção de ensino das restantes atividades desenvolvidas no IBLA mais ligadas à cena cultural especificamente tunisina. Assim, foi inaugurado um centro de estudos em Manouba (perto de Túnis), que acolheu estudantes de língua árabe e ciências islâmicas. Posteriormente, de acordo com um Decreto da Sagrada Congregação para os Seminários e Universidades, de 19 de março de 1960, este instituto de formação foi elevado à categoria de Pontifício Instituto de Estudos Orientais.  Em 1964, o Instituto foi transferido para Roma e seu nome alterado para Pontifício Instituto de Estudos Árabes evitando assim qualquer confusão com o já existente Pontifício Instituto Oriental. Em 1967, por desejo do Papa Paulo VI, o Instituto foi situado em parte do Palazzo di S. Apollinare. A única língua de ensino, além do árabe, era o francês. Em 1972, foi acrescentada uma seção de língua inglesa e, mais tarde, uma seção de italiano. 
Desde 1966, o Instituto tem a faculdade de conceder a Licenciatura em Estudos Árabes e Islâmicos no final de um curso de dois anos e precedido de um ano preparatório. De acordo com o Decreto n.º 292/80/5, de 25 de maio de 1980, a Congregação para a Educação Católica concedeu ao Instituto autoridade para conferir o Doutoramento. O nome atualmente do Instituto é Pontifício Instituto de Estudos Árabes e Islâmicos (PISAI). Os seus novos Estatutos foram aprovados pela Congregação para a Educação Católica no Decreto n.º 826/79 de 13 de setembro de 2008. 

## Ex-alunos
Christian de Chergé, um dos 19 mártires da Argélia e prior da abadia de Nossa Senhora do Atlas, estudou língua e cultura árabe no Instituto de 1972 a 1974.  Outros ex-alunos incluem Christophorus Tri Harsono, Dominic Eibu e Irmã Carmen Sammut. 